# 塞古里利亚
塞古里利亚，是西班牙卡斯蒂利亚-拉曼恰托莱多省的一个市镇。总面积23平方公里，总人口1029人（2001年），人口密度45人/平方公里。